# Jesaja Horovitz

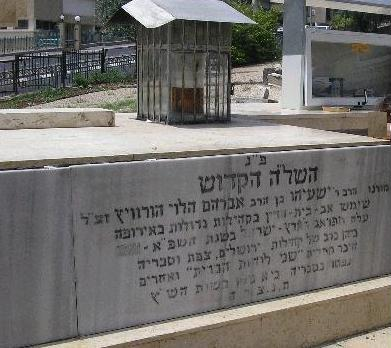
Grabmal des Jesaja Horovitz in Tiberias

Jesaja b. Abraham Horovitz (Jesaja ha-Levi Horovitz (hebräisch ישעיה בן אברהם הלוי הורוויץ), auch Horowitz; geboren 1565 in Prag; gestorben am 24. März 1630 in Tiberias) war Talmudist, Kabbalist und eine Zeit lang Oberrabbiner in Prag.

## Leben
Mit seinem Vater ging er nach Polen. Er studierte bei Meir Lublin in Krakau und bei Joschua Falk. Er heiratete Chaya Moul, die Tochter von Abraham Moul aus Wien. 1590 nahm er am jüdischen Vierländerrat in Lublin teil. 1597 wurde er Rabbiner in Dubno, 1606 in Frankfurt am Main 1614 verließ er Frankfurt nach dem Fettmilchaufstand und ging nach Prag. Dort wurde er Oberrabbiner.
1621, nach dem Tod seiner Frau, wanderte er nach Palästina aus, heiratete wieder und ließ sich in Jerusalem als einer der führenden Köpfe der aschkenasischen Gemeinschaft nieder. 1625 wurde er vom arabischen Herrscher gefangen genommen und gegen ein hohes Lösegeld freigelassen. Er starb in Tiberias und wurde dort in der Nähe von Moses Maimonides begraben.

## Nachkommen
Jesaja Horowitz Sohn Sabbatai Halewi Horwitz  wirkte von 1632 bis 1642 als Oberrabbiner in Frankfurt am Main, sein Enkel Jesaja Halevi Horwitz von 1678 bis 1686.

## Werke
Sein bekanntestes Werk ist Schene luchot ha-berit („Die zwei Bundestafeln“), abgekürzt ScheLaH (dies auch sein Name: Schela ha-Kadosch, der heilige Schela), ein volkstümliches Kompendium über Gesetz und Ethik, das er angesichts der bevorstehenden Trennung von seinen Kindern und Enkeln vor seiner Abreise nach Palästina als Wegweiser und Erinnerungsbuch hinterlassen hat.
Horovitz, auch Hurwitz u. ä., war/ist eine jüdische Familie aus Hořovice in Böhmen. Im 13. Jahrhundert wählten die Herren der Stadt erstmals diesen Namenszusatz.